# Santeny
Santeny là một xã ở ngoại ô phía đông nam của Paris, Pháp. Nó nằm cách 21,8 km (13,5 mi) tình từ trung tâm của Paris.